# Chang Ch'ien
Chang Ch'ien, cunoscut și ca Zhang Qian, (172 î.e.n.- 126, î.e.n., Cianan?) a fost primul mare călător chinez, care a descoperit marele drum al mătăsii în sec. II î.e.n.. Itinerarul lui Chang Ch'ien, care a început în Cianan (Xi'an) a cuprins pustiul Gobi, partea vestică a Marelui zid Chinezesc, munții Tian-Șan, lacul Lobnor, lacul Issâk-Kul, ținutul dintre râurile Sîr Daria și Amu-Daria, Afganistanul de nord, a ocolit munții Pamir prin partea de sud, orașele: Tunhuan, Kucea din deșertul Takla-Macan, nordul provinciei Kash, Samarkand, la nord de orașul Bactria, Kash, Hoton (la est de actualul Kaxgar, actualmente dispărut), după ce a revenit la Tunhuan, unde a decedat în anul 114 î.e.n. Conform estimărilor proprii itinerarul a avut o lungime de 15.000 kilometri.
Chang Ch'ien este descris în Wu Shuang Pu (無雙 譜, Tabelul eroilor fără egal) de Jin Guliang.

## Vezi și
- Împăratul Wu din dinastia Han